# Club集合
club集合 (クラブしゅうごう) あるいは閉非有界集合は、極限順序数の部分集合のうち、順序位相の意味で閉であり、基準となっている極限順序数の中で非有界なものである。
club という名前は、closed (閉) と unbounded (非有界) の合成語である。

## 正式な定義
正式には、{\displaystyle \kappa } を極限順序数として、{\displaystyle C\subset \kappa } が {\displaystyle \kappa } の中で閉であるということは、任意の {\displaystyle \alpha <\kappa } に対して、「 {\displaystyle \sup(C\cap \alpha )=\alpha \neq 0} ならば {\displaystyle \alpha \in C}」となることである。従って、{\displaystyle C} の中の点列の極限が {\displaystyle \kappa } 未満であればそれは {\displaystyle C} に属する。
{\displaystyle \kappa } を極限順序数として、{\displaystyle C\subset \kappa } が {\displaystyle \kappa } の中で非有界であるということは、任意の {\displaystyle \alpha <\kappa } に対して、{\displaystyle \alpha <\beta } なる {\displaystyle \beta \in C} が存在するということである。
閉かつ非有界な集合をclub集合という。閉な真クラスも同様に定義される(全ての順序数による真クラスの中で、順序数の任意の真クラスは非有界である)。
例として、可算極限順序数全てによる集合は {\displaystyle \omega _{1}} の中でclubである。しかし、それより大きい極限順序数の中ではclubではない。閉でないし非有界でもないからである。正則基数 {\displaystyle \kappa } に対して、{\displaystyle \kappa } 未満の極限順序数全てによる集合は {\displaystyle \kappa } 内でclubである。

## clubフィルター
{\displaystyle \kappa \,} を共終数 {\displaystyle \lambda \,} の極限順序数とする。ある {\displaystyle \alpha <\lambda \,} に対して、列 {\displaystyle \langle C_{\xi }:\xi <\alpha \rangle \,} が {\displaystyle \kappa \,} のclub集合の列であったとする。このとき、{\displaystyle \bigcap _{\xi <\alpha }C_{\xi }\,} もclubである。これを見るために、閉集合たちの共通部分は閉集合であるのは簡単なので、この集合が非有界であることを確かめる。
{\displaystyle \beta _{0}<\kappa \,} を任意にとる。ある {\displaystyle n<\omega } に対して {\displaystyle \beta _{n}} が存在するとき、{\displaystyle C_{\xi }\,} から {\displaystyle \beta _{n+1}^{\xi }>\beta _{n}\,} となるように、{\displaystyle \beta _{n+1}^{\xi }} をとる。これは各 {\displaystyle C_{\xi }\,} が非有界だから可能。そして、これらによる集合は順序数 {\displaystyle \lambda \,} 未満の長さであり、この集合の上限は {\displaystyle \kappa \,} 未満である。そこで、これを {\displaystyle \beta _{n+1}\,} と定める。この方法により、可算列 {\displaystyle \beta _{0},\beta _{1},\beta _{2},\dots \,} を得る。
この列の極限は {\displaystyle \beta _{0}^{\xi },\beta _{1}^{\xi },\beta _{2}^{\xi },\dots \,} の極限でもある。そして各 {\displaystyle C_{\xi }\,} は閉で {\displaystyle \lambda \,} が非可算なので、この極限は各 {\displaystyle C_{\xi }\,} の元であるべきで、これは {\displaystyle \beta _{0}<\kappa \,} より真に大きい {\displaystyle \bigcap _{\xi <\alpha }C_{\xi }\,} の元である。これで {\displaystyle \bigcap _{\xi <\alpha }C_{\xi }\,} が非有界であることが示された。このことから、{\displaystyle \kappa \,} が正則基数であるとき {\displaystyle \{S\subset \kappa :\exists C\subset S{\text{ such that }}C{\text{ is club in }}\kappa \}\,} は非自明な {\displaystyle \kappa \,} 上の {\displaystyle \kappa \,} -完備フィルターである。これをclubフィルターといい、{\displaystyle \operatorname {club} (\kappa )} と表す。clubフィルターは対角線共通部分 (diagonal intersection) について閉じている。
これがフィルターであることを見る。
まず、{\displaystyle \kappa \in \operatorname {club} (\kappa )} である( {\displaystyle \kappa } 自身は {\displaystyle \kappa } のclub集合である)。{\displaystyle x\in \operatorname {club} (\kappa )}  ならば、{\displaystyle x} を部分集合としてもつ {\displaystyle \kappa } の部分集合はやはり  {\displaystyle \operatorname {club} (\kappa )} の元である。
{\displaystyle \kappa } -完備であることは上で証明してあった。よって、これでフィルター性は確認された。
{\displaystyle \operatorname {club} (\kappa )} が対角線共通部分について閉じていることを確認する。{\displaystyle \langle C_{i}|i<\kappa \rangle } をclub集合の列とする。{\displaystyle C} をその対角線共通部分すなわち {\displaystyle C=\Delta _{i<\kappa }C_{i}} とする。  {\displaystyle C} が閉であることを示す。{\displaystyle S\subset C} かつ {\displaystyle S\subset \alpha <\kappa } かつ {\displaystyle \bigcup S=\alpha } とする。このとき、{\displaystyle \gamma \in S} とすると、各 {\displaystyle \beta <\gamma } に対して、{\displaystyle \gamma \in C_{\beta }} である。各 {\displaystyle \beta <\alpha } について、{\displaystyle \alpha \in C_{\beta }} である。従って、{\displaystyle \alpha \in C} である。よって、閉集合であることは示された。{\displaystyle C} が非有界であることを示す。{\displaystyle \alpha <\kappa } として、可算列 {\displaystyle \langle \xi _{i}|i<\omega \rangle } を以下のように定義する: {\displaystyle \xi _{0}=\alpha } とし、  {\displaystyle \xi _{i+1}} を、{\displaystyle \xi _{i+1}>\xi _{i}} なるうちでの {\displaystyle \bigcap _{\gamma <\xi _{i}}C_{\gamma }} の最小要素とする。そのような要素は、多くないclub集合の共通部分がclubなので存在する。そして {\displaystyle \xi =\bigcup _{i<\omega }\xi _{i}>\alpha } かつ {\displaystyle \xi \in C} である。それは、全ての {\displaystyle i<\xi } について、その要素が {\displaystyle C_{i}} の元だからである。よって、{\displaystyle C} は非有界である。
{\displaystyle \kappa \,} が正則基数なら、club集合の族の対角線共通部分はclub集合である。さらに言えば、{\displaystyle \kappa \,} が正則で {\displaystyle {\mathcal {F}}\,} を {\displaystyle \kappa \,,} 上のフィルターで対角線共通部分について閉じていて {\displaystyle \{\xi <\kappa :\xi \geq \alpha \}\,} (ただし {\displaystyle \alpha <\kappa \,} )の形の集合を全て要素に持つとすると {\displaystyle {\mathcal {F}}\,} は全てのclub集合を要素に持つ。